# Campionato italiano di hockey su ghiaccio 1968-1969
Il Campionato italiano di hockey su ghiaccio 1968-69 è stata la 35ª edizione della manifestazione.

## Serie A

### Formazioni
Sono quattro le iscritte al campionato. Si registrano le defezioni del Torino e del Brunico: quest'ultima formazione, dopo aver vinto il campionato di serie B nella stagione precedente, preferisce rimanere nella serie cadetta. Rientra il Gardena, dopo la squalifica del campionato passato.
Sono quindi iscritte: HC Bolzano, SG Cortina, Diavoli Milano e HC Gardena.

### Campionato
Il Gardena conquista per la prima volta il tricolore, conteso fino all'ultima giornata al Cortina. Chiudono la classifica i Diavoli Milano e Bolzano che recitano il ruolo di comparse.
La partita con il maggior numero di reti è Cortina-Diavoli Milano 19-2 del 6 gennaio 1969, arbitri Stenico e Sarto.

#### Classifica
L'Hockey Club Gardena vince il suo primo scudetto.

Formazione Campione d'Italia: Zdenek Beran - Lucio Brugnoli - Gottfried Demetz - Gottfried Kaslatter - Guido Kostner - Ulrich Kostner - Leo Messner - Ulrich Moroder - Erwin Nogler - Feruccio Pasolli - Hans Piccolruaz - Walter Piccolruaz - Edmund Rabanser - Josef Schrott.

### Classifica marcatori
La classifica dei cannonieri viene vinta da Ruggero Savaris (Cortina) con 21 reti, seguito da Edmondo Rabanser (Gardena, 15 reti), Alberto Da Rin (Cortina, 13 reti), Rolando Benvenuti (Bolzano, 9 reti) e John Cook (Diavoli Milano, 8 reti).

## Serie B
Il campionato di serie B venne vinto per la seconda stagione consecutiva dal Brunico, che tuttavia per la seconda volta dovrà rinunciare alla massima serie nella stagione successiva perché sprovvisto di un campo di gioco adatto alla massima serie.